# Аїм (Узбекистан)
Аїм (узб. Ойим, Oyim) — міське селище в Узбекистані, в Джалалкудуцькому районі Андижанської області.
Розташоване у Ферганській долині, біля кордону з Киргизстаном, між річками Карадар'єю і Карагунаном, за 11 км на північ від залізничної станції Савай (м.Кургантепа). Через селище проходять автошляхи Ханабад—Пахтаабад і Аїм—Кургантепа.
Населення 8,5 тис. мешканців (1990). Статус міського селища з 2009 року.